# Escândalo Standard de Liège-Waterschei
O chamado Escândalo Standard de Liège-Waterschei foi um caso que veio à tona em fevereiro de 1984 em que o clube belga Standard de Liège admitiu ter subornado jogadores do pequeno Waterschei, sob orientação de seu treinador e com a participação de futebolistas de seu elenco, para que facilitassem o jogo contra o clube pela última e decisiva rodada do Campeonato Belga de 1981–82.
Em abril de 1984, às vésperas da Eurocopa, a federação belga decidiu por punir alguns dos envolvidos. O técnico Raymond Goethals e o dirigente Roger Petit (pena depois revogada) foram banidos do futebol do país, o lateral-direito Eric Gerets foi suspenso por dois anos (punição depois reduzida), além de outros sete atletas do Standard – entre eles nomes de seleção, como o goleiro Michel Preud'homme, o zagueiro Walter Meeuws, o lateral Gerard Plessers e o meia Guy Vandersmissen – por seis meses. Esta decisão acabou sendo bastante prejudicial para a campanha da Seleção Belga no torneio continental.
Com relação ao clube, o caso acabou por abalar profundamente seu prestígio e suas estruturas. Ao longo das duas décadas seguintes, o Standard de Liège foi transformado em sociedade anônima em 1988, e conquistaria apenas uma Taça da Bélgica, em 1993.
Em 1988, o Waterschei fez fusão como o KFC Winterslag para o formar o K.R.C. Genk.